# Hamadi Dhaou
Hamadi Dhaou, alias « Badi », né le 10 janvier 1940 à Tunis, est un footballeur tunisien.

## Biographie
Il évolue au poste de défenseur au sein du Club africain. L'un des meilleurs défenseurs du club, à la fois technique et athlétique, il est surnommé « Le Brésilien » par Milan Kristić, alors sélectionneur de l'équipe nationale, tant pour ces qualités que pour sa silhouette. Il est donc l'un des premiers clubistes appelés en sélection nationale après l'indépendance et l'un des piliers du Club africain de l'immédiate après-indépendance.
Sa carrière est toutefois écourtée par une blessure aux ligaments croisés, mais il fait encore partie de l'équipe qui remporte le premier titre de champion en 1964.

## Carrière de joueur
- 1957-1964 : Club africain (Tunisie)

### Palmarès
- Champion de Tunisie : 1964

### Sélections
Il dispute un total de dix matchs internationaux ; sa première rencontre internationale a lieu le 3 janvier 1960, contre la Yougoslavie, et sa dernière sélection contre l'Irak le 25 décembre de la même année. Il participe notamment aux Jeux olympiques d'été de 1960 et compte au total neuf sélections en plus d'un match contre l'équipe militaire d'Irak.